# Gustav Mahler Jugendorchester
Das Gustav Mahler Jugendorchester (GMJO) ist ein Jugendsinfonieorchester, das 1986/1987 von Claudio Abbado in Wien gegründet wurde.

## Geschichte
Neben der Förderung des musikalischen Nachwuchses und der Arbeit mit jungen Musikern war es Claudio Abbado ein wichtiges Anliegen, das gemeinsame Musizieren junger österreichischer Musiker mit Kollegen aus der ČSSR und Ungarn zu fördern. So gelang es dem GMJO als erstem internationalen Jugendorchester, freie Probespiele in den Ländern des ehemaligen Ostblocks abzuhalten. 1992 wurde das GMJO für Musiker bis zum 26. Lebensjahr aus ganz Europa zugänglich.

## Orchester
Bei den jährlich stattfindenden Probespielen in über 25 europäischen Städten trifft eine Jury eine Auswahl unter den jährlich über 2000 Bewerbern. Prominente Orchestermusiker sind Mitglieder der Jury und betreuen auch während der Probephasen des Orchesters die Erarbeitung der Programme.
Das Tourneerepertoire des GMJO erstreckt sich von der Klassik bis hin zu zeitgenössischer Musik mit einem Schwerpunkt auf den großen Werken der Romantik und Spätromantik. Sein hohes künstlerisches Niveau und der internationale Erfolg animierten bedeutende Dirigenten und Solisten mit dem GMJO zu arbeiten. So haben in der Vergangenheit Dirigenten wie Claudio Abbado, David Afkham, Herbert Blomstedt, Pierre Boulez, Myung-Whun Chung, Sir Colin Davis, Peter Eötvös, Christoph Eschenbach, Iván Fischer, Daniele Gatti, Bernard Haitink, Daniel Harding, Paavo Järvi, Mariss Jansons, Philippe Jordan, Vladimir Jurowski, Ingo Metzmacher, Kent Nagano, Václav Neumann, Jonathan Nott, Seiji Ozawa, Sir Antonio Pappano, Lorenzo Viotti und Franz Welser-Möst das GMJO geleitet. Zu den Solisten, die bisher mit dem Orchester zusammengearbeitet haben, zählen unter anderem Martha Argerich, Yuri Bashmet, Lisa Batiashvili, Renaud und Gautier Capuçon, Christian Gerhaher, Matthias Goerne, Susan Graham, Thomas Hampson, Leonidas Kavakos, Jewgeni Kissin, Christa Ludwig, Radu Lupu, Yo-Yo Ma, Anne-Sophie Mutter, Anne Sofie von Otter, Maxim Vengerov und Frank Peter Zimmermann.
Seit Jahren ist das GMJO ständiger Gast bei europäischen Festivals und Festivals auf der ganzen Welt, wie etwa der Gesellschaft der Musikfreunde in Wien, dem Concertgebouw Amsterdam, der Suntory Hall Tokyo, dem Mozarteum Argentino Buenos Aires, den Salzburger Festspielen und den Osterfestspielen Salzburg, dem Edinburgh International Festival, den BBC Proms, der Semperoper Dresden und dem Lucerne Festival.
Zahlreiche ehemalige Mitglieder des GMJO sind heute in den europäischen Orchestern engagiert, zum Teil in führenden Positionen. Im Jahr 2012 wurde daher eine intensive Partnerschaft mit der Sächsischen Staatskapelle Dresden vereinbart, die Konzerte und Projekte unter Beteiligung von Mitgliedern beider Orchester vorsieht. Das Orchester ist assoziiertes Mitglied in der European Federation of National Youth Orchestras.
Anlässlich seines 25-jährigen Jubiläums wurde das Gustav Mahler Jugendorchester zum Botschafter UNICEF Österreich ernannt.

## Organisation
Leitung
Gründer und Musikdirektor war Claudio Abbado, die künstlerische und operative Leitung hat seit 1996 Alexander Meraviglia-Crivelli als Generalsekretär inne. Für die Auswahl und Ausbildung der Orchestermitglieder zeichnen neben dem Assistenzdirigenten Tobias Wögerer langjährig verbundene Dozenten verantwortlich.
Vorstand
- Sarah Wedl-Wilson, Präsidentin (Rektorin der Hochschule für Musik Hanns Eisler Berlin und Aufsichtsratsvorsitzende der Osterfestspiele Salzburg)
- Klaus Malle, ehem. Geschäftsführer von Accenture Österreich
- Ranko Markovic (Professor an der Zürcher Hochschule der Künste)
- Leslie F. Bergman, ehem. Geschäftsführer von Accenture Österreich
- Brigitte Bierlein, ehem. Bundeskanzlerin
- Rabbiner Walter Homolka (Leiter des Ernst Ludwig Ehrlich Studienwerks)
- Jan Nast (Intendant der Wiener Symphoniker)

Kuratorium
Die Aufsichtstätigkeit im Kuratorium haben inne:
- Alfonso Aijon
- Vernon Ellis (Chair, The British Council)
- Benita Ferrero-Waldner
- Roland Geyer (Intendant des Theaters an der Wien)
- Michael Haefliger (Intendant des Lucerne Festival)
- Thomas Hampson
- Rolf Hüppi
- Dietrich Karner
- Veronica Kaup-Hasler (Amtsführende Stadträtin für Kultur und Wissenschaft in Wien)
- Brian McMaster (ehemaliger Direktor des Edinburgh International Festival)
- Angelika Möser
- Risto Nieminen (Direktor des Music Department der Fundacao Calouste Gulbenkian, Lissabon)
- Luis Pereira Leal (ehemaliger Direktor des Music Department der Calouste Gulbenkian Foundation, Lissabon)
- Helga Rabl-Stadler (Präsidentin des Direktoriums der Salzburger Festspiele)
- Christoph Stölzl (Präsident der Hochschule für Musik Franz Liszt Weimar)

Ehrenpräsidium
Im Ehrenpräsidium sind vor allem hochrangige Vertreter von Städten und europäischer Organisationen vertreten, u. a.:
- Michael Ludwig (Bürgermeister von Wien)
- Gergely Karácsony (Oberbürgermeister von Budapest)
- Zdeněk Hřib (Primátorin von Prag)
- Matúš Vallo (Primátor von Bratislava)
- Rik Daems (Präsident der Parlamentarischen Versammlung des Europarates)
- Timo Soini (Vorsitzender des Ministerkomitees des Europarates)
- Marija Pejčinović Burić (Generalsekretärin des Europarates)
- Mariya Gabriel (EU-Kommissarin für Bildung, Kultur, Jugend und Sport)
- Wilfried Haslauer (Landeshauptmann von Salzburg)
- Harald Preuner (Bürgermeister der Stadt Salzburg)
- Renzo Caramaschi (Bürgermeister von Bozen)

Als gesamteuropäisches Jugendorchester steht das GMJO unter dem Patronat des Europarates.

## Finanzierung
Das Gustav Mahler Jugendorchester finanziert sich durch Subventionen, Sponsoringeinnahmen und Spenden sowie durch Honorare, die es von Veranstaltern für Konzertengagements erhält; eine besondere Bedeutung kommt den Residenzpartnern – derzeit Wien, Bozen, Interlaken und Lissabon – zu, die die aufwendigen Orchesterprobenphasen tragen.
Zur Mittelaufbringung fungiert weiters die Gustav Mahler Jugendorchester Förderstiftung als nicht rechtsfähige Stiftung mit Sitz in München, die wegen Förderung kultureller Zwecke als gemeinnützig anerkannt ist. Gefördert wird durch Spenden, Zustiftungen zum Stiftungsvermögen und Subventionen öffentlicher wie privater Fördereinrichtungen.
Subventioniert wird das Orchester von den österreichischen Ministerien Bundesministerium für Unterricht, Kunst und Kultur, Bundesministerium für europäische und internationale Angelegenheiten und Bundesministerium für Wissenschaft und Forschung, sowie vom Wiener Magistrat (MA 7 – Kultur).
Bekannte Unternehmen treten als Sponsoren auf, Kooperationspartner sind die Gesellschaft der Musikfreunde in Wien, das Institut für den Donauraum und Mitteleuropa (dessen Vorstand Erhard Busek ist), die Konservatorium Wien Privatuniversität und das Liechtenstein Museum.
Das GMJO sei, so ist auf der Website des Orchesters zu lesen, künstlerisch und organisatorisch von öffentlichen, institutionellen oder privatwirtschaftlichen Trägern unabhängig. Es sieht sich in seiner Tätigkeit ausschließlich der Förderung des musikalischen Nachwuchses verpflichtet ist.

## Mahler Chamber Orchestra
Für Musiker, die die Altersgrenze erreicht oder überschritten haben, wurde als Institution das Mahler Chamber Orchestra gegründet.